# Zizi Lambrino
Ioana Lambrino (en français : Jeanne Lambrino), plus connue sous le surnom de « Zizi Lambrino », est née le 3 octobre 1898 à Roman, en Moldavie roumaine, et morte le 11 mars 1953 à Neuilly-sur-Seine, en France. Issue de la noblesse roumaine, elle est l'épouse morganatique du futur Carol II de Roumanie, avec lequel elle a un fils, Carol Lambrino.

## Famille
Ioana Lambrino est la fille du colonel puis général roumain Constantin Lambrino et de son épouse Eufrosina Alcaz. Membre de la Cour roumaine, Constantin Lambrino a étudié à l'école polytechnique de Paris puis à l'École de Guerre de Bruxelles, d'où il est sorti officier d'artillerie. 
La famille Lambrino serait issue de l'empereur byzantin Theophylacte Rangabe, dont un descendant, Andronic Ranagabe Lambrino serait venu s'établir en Roumanie avec son épouse Elena, fille du prince Antonie Vida Rosetti de Moldavie (Prince de Moldavie de 1875 à 1878),,.
Le 31 août 1918, Ioana épouse religieusement, à Odessa, en Ukraine, le futur Carol II de Roumanie (1893-1953), fils aîné et héritier du roi Ferdinand Ier de Roumanie (1865-1927) et de son épouse la princesse Marie de Saxe-Cobourg-Gotha (1875-1938). Bien qu'entérinée par les autorités ukrainiennes, l'union est conclue en contradiction avec la constitution roumaine, ce qui en fait un mariage morganatique. Non reconnue par le roi et le gouvernement roumains, l’union de Ioana et de Carol est civilement dissoute par le parlement roumain, en 1919.
Du mariage naît cependant un fils, Carol Lambrino (1920-2006), qui se revendique « prince de Roumanie » et épouse, en premières noces, la cantatrice française Hélène-Henriette Nagavitzine, dite Léna Pastor (1925-1998), avant de divorcer et de se remarier à l’Américaine Jeanne Williams (1930-1998), puis de s’unir en troisièmes noces à la Britannique Antonia Colville (1939-2007).

## Biographie

### Rencontre avec le prince héritier Carol

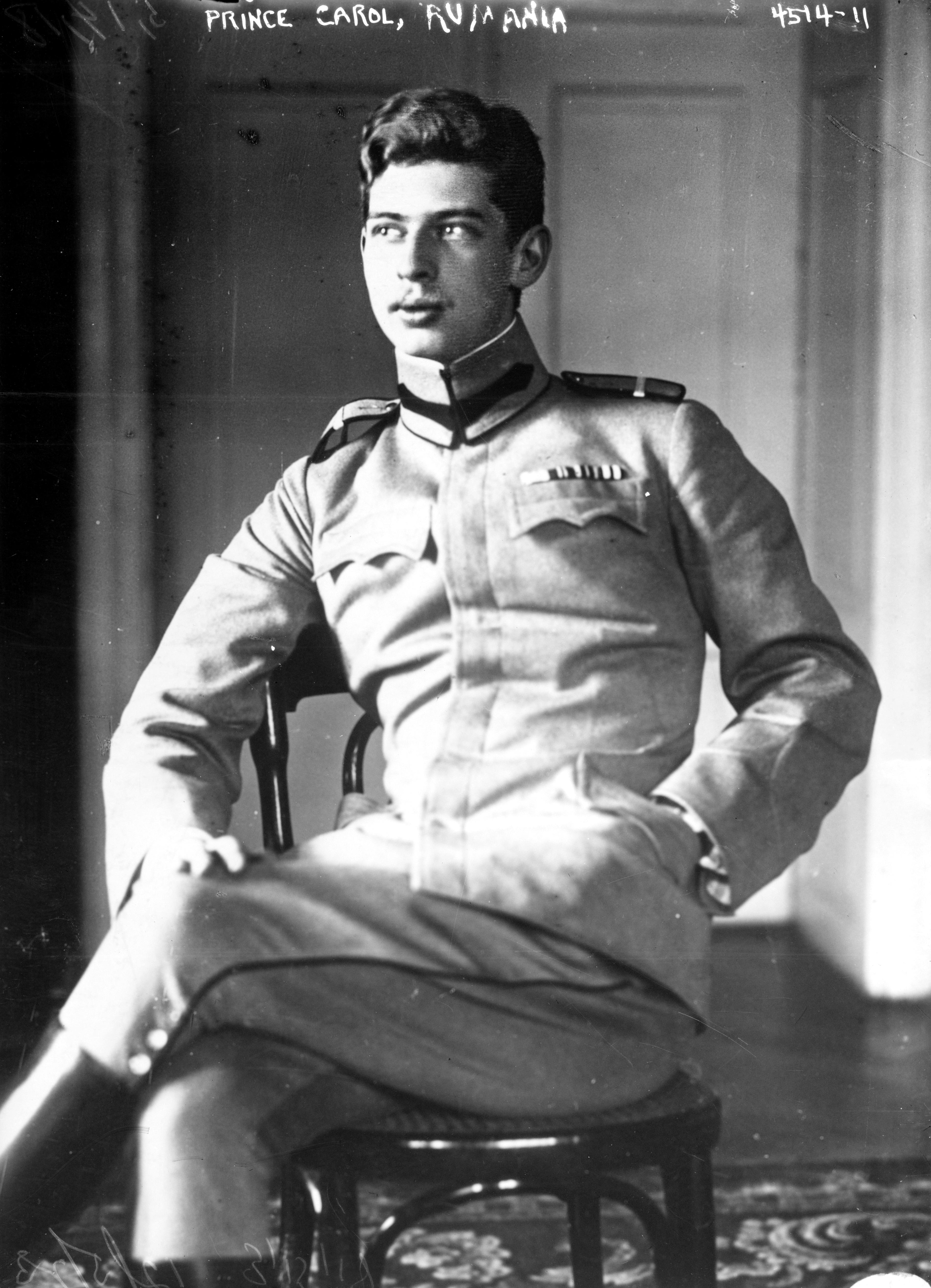
Le prince Carol, héritier du trône de Roumanie, vers 1918.

Fille du colonel Constantin Lambrino, Ioana passe son adolescence en France, où elle est éduquée dans une école catholique. 
De retour dans son pays, elle rencontre le futur Carol II de Roumanie en 1918, dans la capitale moldave, Iași, où la famille royale et le gouvernement roumain ont trouvé refuge après l’invasion du pays par les forces allemandes. D’après le journaliste A. L. Easterman, Carol éprouve alors un « coup de foudre » pour la jeune fille, surnommée familièrement « Zizi » dans la haute société roumaine. L’héritier du trône se fiche de l’opposition de la famille royale, qui refuse de le voir fréquenter une femme étrangère au monde des familles royales.

### Mariage avec l'héritier du trône roumain
Désireux de vivre pleinement son amour pour Ioana, Carol s’enfuit avec la jeune femme en Ukraine, à Odessa,, que les bolchéviks viennent d’évacuer après y avoir semé la terreur. Le 31 août 1918, les deux amoureux se marient dans une église orthodoxe d’Odessa, sur fond de ruines et de guerre civile russe. Carol ayant déserté l’armée roumaine en guerre contre les puissances centrales, son comportement provoque un terrible scandale dans son pays. Or, la position des Hohenzollern-Sigmaringen est déjà affaiblie par leur défaite face aux Allemands.
De retour en Roumanie, Carol est arrêté et assigné à résidence durant deux mois et demi au monastère de Bistrița, tandis que Ioana cherche en vain à faire reconnaître son mariage. Pendant plusieurs semaines, le prince héritier refuse de renoncer à son mariage. En août 1919, il choisit même de renoncer à ses droits successoraux et à la couronne, lorsque le parlement roumain annule son mariage, déclaré illégal et inconstitutionnel,.

### Rupture du mariage
Après plusieurs semaines, Carol finit cependant par accepter de se séparer de « Zizi » : il semble en effet que des jeunes femmes aient été envoyées auprès de lui pour lui faire oublier la compagnie de son épouse et que le stratagème ait fonctionné…
Le 8 août 1920, Ioana accouche d’un fils, nommé Mircea Grigore Carol Lambrino. Cependant, un mois plus tard, Carol annonce à son épouse qu’il souhaite mettre fin à leur mariage pour rester héritier du trône de Roumanie. En guise de compensation, la mère et l’enfant doivent partir vivre en France et « Zizi » se voit promettre le versement d’une pension.

### Exil, problèmes financiers et décès

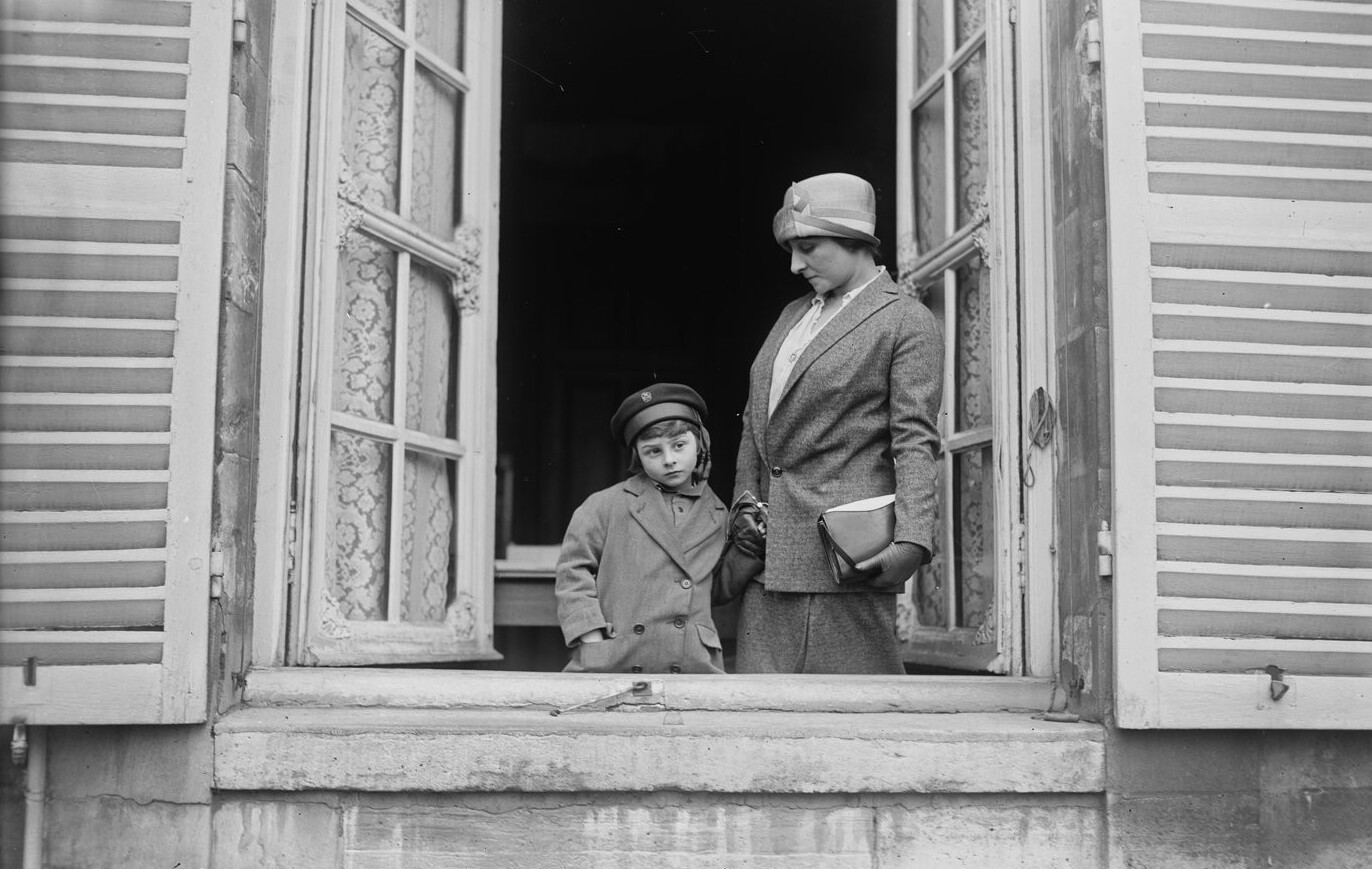
Zizi Lambrino et son fils Carol Lambrino en 1926 à Vanves, pendant leur exil en France.

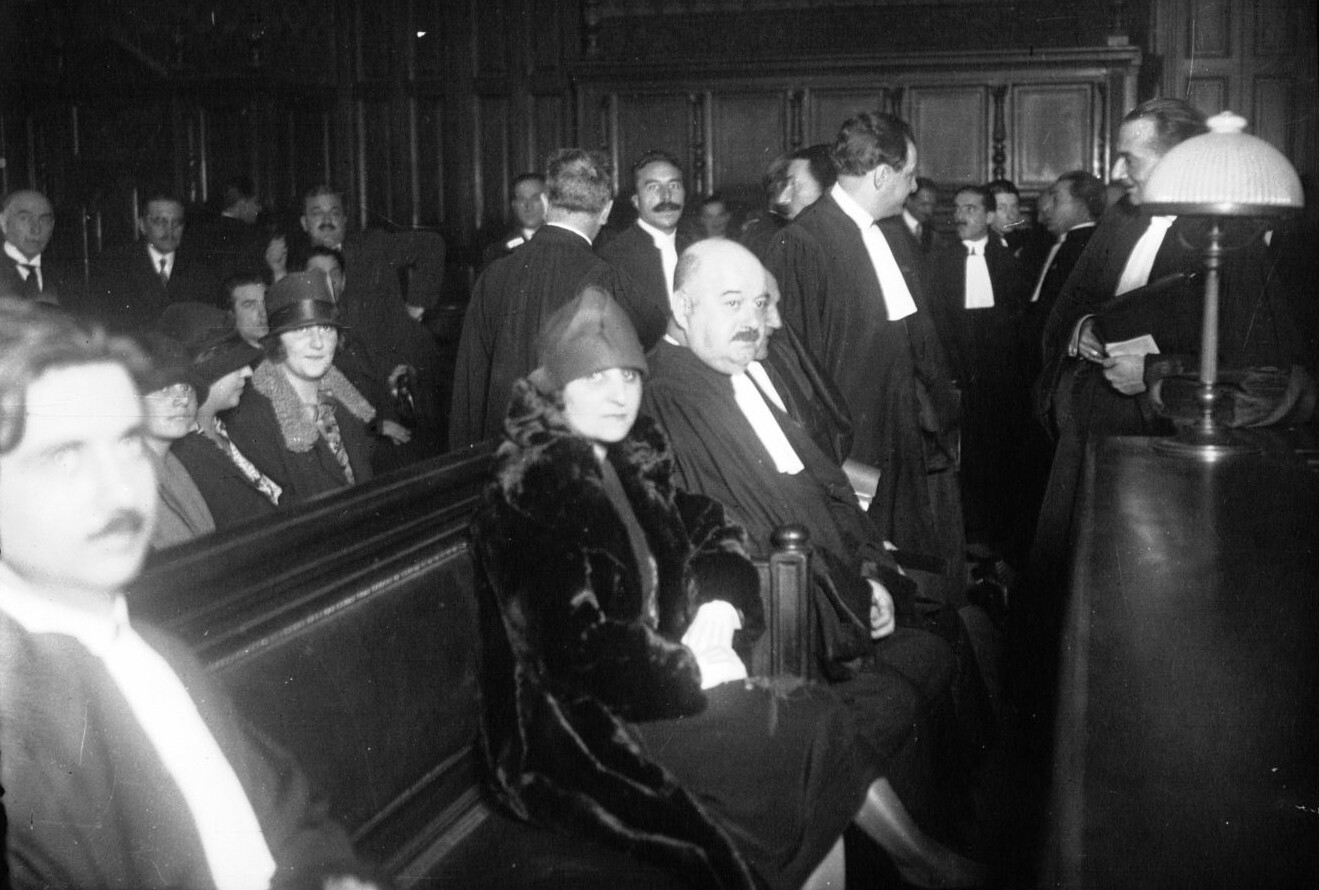
Zizi Lambrino (centre) aux côtés de son avocat en 1926, pendant le procès qu'elle intente en France à son ex-époux.

Carol est envoyé à l’étranger pour un tour du monde obligatoire de huit mois, et « Zizi » s’installe à Paris, où elle se fait appeler Jeanne Lambrino. Sa situation financière devient rapidement difficile, car les caisses de la Roumanie victorieuse, mais exsangue, sont vides (tout l’or national roumain, mis à l’abri à Moscou, a été confisqué par les bolchéviks). Ayant besoin d’argent pour élever son fils, la jeune femme s’engage comme danseuse.
En 1926, Ioana profite du passage, dans la capitale française, de son ex-mari, alors divorcé de sa deuxième épouse et exilé en raison de sa vie dissolue, pour porter plainte contre lui et lui demander dix millions de francs de dommages et intérêts.
Après la Seconde Guerre mondiale et l’abolition de la monarchie en Roumanie, la situation pécuniaire de « Zizi » et de son fils s’aggrave encore. Ioana meurt dans la misère le 11 mars 1953 (trois semaines avant son ex-mari mort en exil à Estoril, au Portugal, le 4 avril 1953) sans que leur fils ait assez d’argent pour assurer des funérailles décentes.

### Reconnaissance posthume du mariage
En 1955, la justice portugaise reconnaît la légitimité du mariage de Ioana Lambrino et de Carol de Roumanie. Elle autorise alors leur fils Carol à porter le nom de Hohenzollern et à hériter de la moitié des biens de son père. Mais le roi, détrôné par la Garde de Fer et mort en exil, n’a presque rien à léguer, et son autre fils, Michel Ier de Roumanie, exilé en Suisse, doit travailler pour vivre. 
Deux ans plus tard, en 1957, un tribunal français reconnaît à son tour la légalité du mariage, sans que l’ex-roi Michel Ier réussisse à faire casser la décision. Bien qu’il n'y ait plus aucun enjeu de pouvoir ou de fortune, aucune tentative de conciliation n’aboutit ensuite entre les demi-frères. 
Enfin, en octobre 2003, une cour roumaine statue finalement sur la légitimité de l’union de « Zizi » et Carol.

### Publication
- Jeanne Lambrino, Mon Mari, le roi Carol, Calmann Levy, 1950 (ASIN B003UAH0MI)

### Autres ouvrages
- (en) Alexander L. Easterman, King Carol, Hitler and Lupescu, Londres, Victor Gollancz Ltd, 1942.
- (en) Julia Gelardi, Born to Rule: Granddaughters of Victoria, Queens of Europe, Headline Review, 2006.
- Paul de Hohenzollern-Roumanie, Carol II Roi de Roumanie, tr. fr., Denoël, 1990  (ISBN 2207237397)